# Brazacorta
Brazacorta es un municipio y localidad española situada en la provincia de Burgos, comunidad autónoma de Castilla y León, comarca de La Ribera, partido judicial de Aranda.

## Geografía
Tiene un área de 21,08 km² con una población de 75 habitantes (INE 2007) y una densidad de 3,56 hab/km².
Localidad situada en la carretera de Peñaranda de Duero a San Leonardo de Yagüe.

## Historia
Existió un monasterio de monjas premonstratenses de Santa María, fundado por la condesa Ermesenda, viuda del conde Manrique Pérez de Lara, después de que el Monasterio de Santa María de La Vid, que había sido un monasterio dúplice, se convirtiera en uno solamente para monjes.  Ahí pasó sus últimos días y probablemente falleció también en este monasterio el 7 de enero de 1177.  El 24 de abril de 1287 el rey Sancho IV de Castilla concedió al monasterio la merced y el derecho de tomar una oveja de cada mano (rebaño) de ganado trashumante que pasase por el término.
Villa encuadrada en la categoría de pueblos solos del partido de Aranda de Duero, jurisdicción de señorío ejercida por el conde de Coruña quien nombraba su alcalde ordinario.
A la caída del Antiguo Régimen queda constituido como ayuntamiento constitucional del mismo nombre, en el partido de Aranda perteneciente a la región de Castilla la Vieja, contaba entonces con 112 habitantes.

## Demografía
Brazacorta cuenta con una población de 45 habitantes (INE 2024).
| Gráfica de evolución demográfica de Brazacorta entre 1842 y 2021 |
| |
| Población de derecho según los censos de población del INE. Población de hecho según los censos de población del INE.Entre el censo de 1857 y el anterior, crece el término del municipio porque incorpora a Cuzcurrita de Aranda. |

En 1843 pertenecía al partido de Aranda y contaba con 112 habitantes.
| 1991 |  | 1996 |  | 2001 |  | 2004 |
| ---- |  | ---- |  | ---- |  | ---- |
| 98   |  | 112  |  | 85   |  | 88   |

## Patrimonio
- Ermita del Cristo del Humilladero
- Iglesia de la Asunción (del siglo XIII)
- Antiguos lavaderos

## Fiestas
- 24 de junio (San Juan)
- 15 de agosto (Nuestra Señora de la Asunción). Es la fiesta a la que más público acude.
- 20 de enero (San Sebastián)